# Jan Kłos
Jan Kłos (ur. 2 listopada 1960 w Rzeszowie) – polski lekkoatleta chodziarz, mistrz i rekordzista Polski.

## Życiorys
Ósmy zawodnik mistrzostw Europy juniorów w chodzie na 10 000 metrów. Na mistrzostwach Europy w 1986 w Stuttgarcie zajął 12. miejsce w chodzie na 20 kilometrów. W Pucharze Świata w 1983 w Bergen był 11. w chodzie na 50 km. W Pucharze Świata w 1985 w St. John's zajął 19. miejsce na 20 km, a w Pucharze Świata w 1987 w Nowym Jorku 29. miejsce na tym dystansie. W Pucharze Świata w 1993 w Monterrey był 31. w chodzie na 50 km.
Był mistrzem Polski w chodzie na 20 km w 1984, 1985 i 1987 oraz w chodzie na 50 km w 1984 i 1991, a także wicemistrzem na 20 km w 1986, 1988 i 1990 i na 50 km w 1983 i 1992.
21 września 1991 w Warszawie podczas mistrzostw Polski jako pierwszy Polak przeszedł dystans 50 km w czasie poniżej 3 godzin i 50 minut, osiągając wynik 3:49:30. Był zawodnikiem Resovii Rzeszów.

## Rekordy życiowe
- chód na 10 000 metrów (bieżnia) – 40:26,38 s. (31 maja 1987, Łódź[3]) – 17. wynik w historii polskiej lekkoatletyki
- chód na 20 000 metrów (bieżnia) – 1:25:22,4 s. (23 maja 1987, Bergen)[4]
- chód na 20 kilometrów (szosa) – 1:22:39 s. (13 września 1986, Warszawa)[5]
- chód na 30 000 metrów (bieżnia) – 2:13:24 s. (1991)[6]
- chód na 50 kilometrów (szosa) – 3:49:30 s. (21 września 1991, Warszawa)[7] – 12. wynik w historii polskiej lekkoatletyki[3]